# Teatre de Tòricos

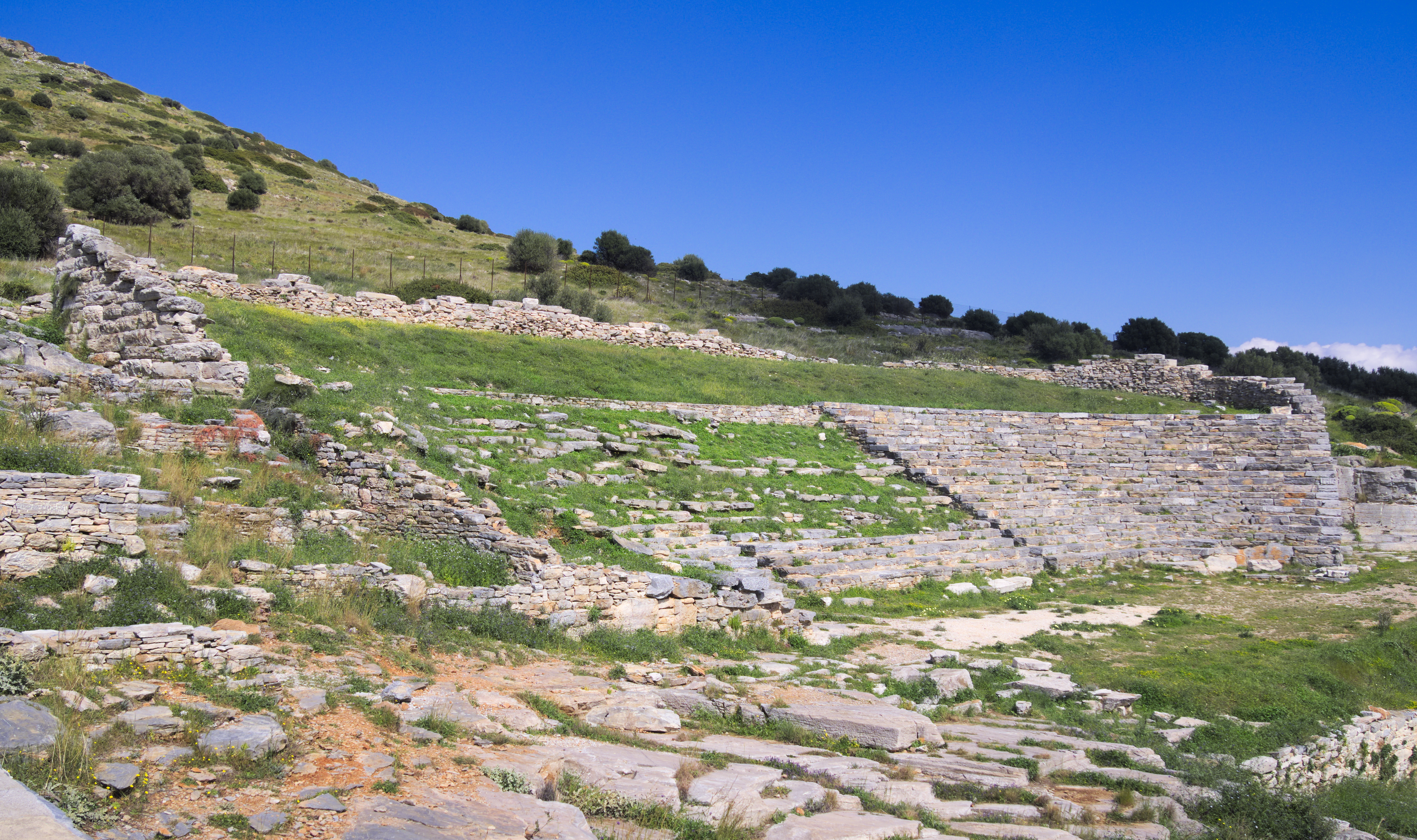
Teatre de Tòricos

El teatre de Tòricos (grec: Αρχαίο Θέατρο Θορικού), situat al nord de Lavrio, era un antic teatre grec al demos de Tòricos a I'Àtica a Grècia. És un dels teatres grecs més antics coneguts i va ser construït al voltant del 525–480 aC. El teatre té un disseny inhabitual, ja que és allargat en lloc del típic semicercle.

## Història

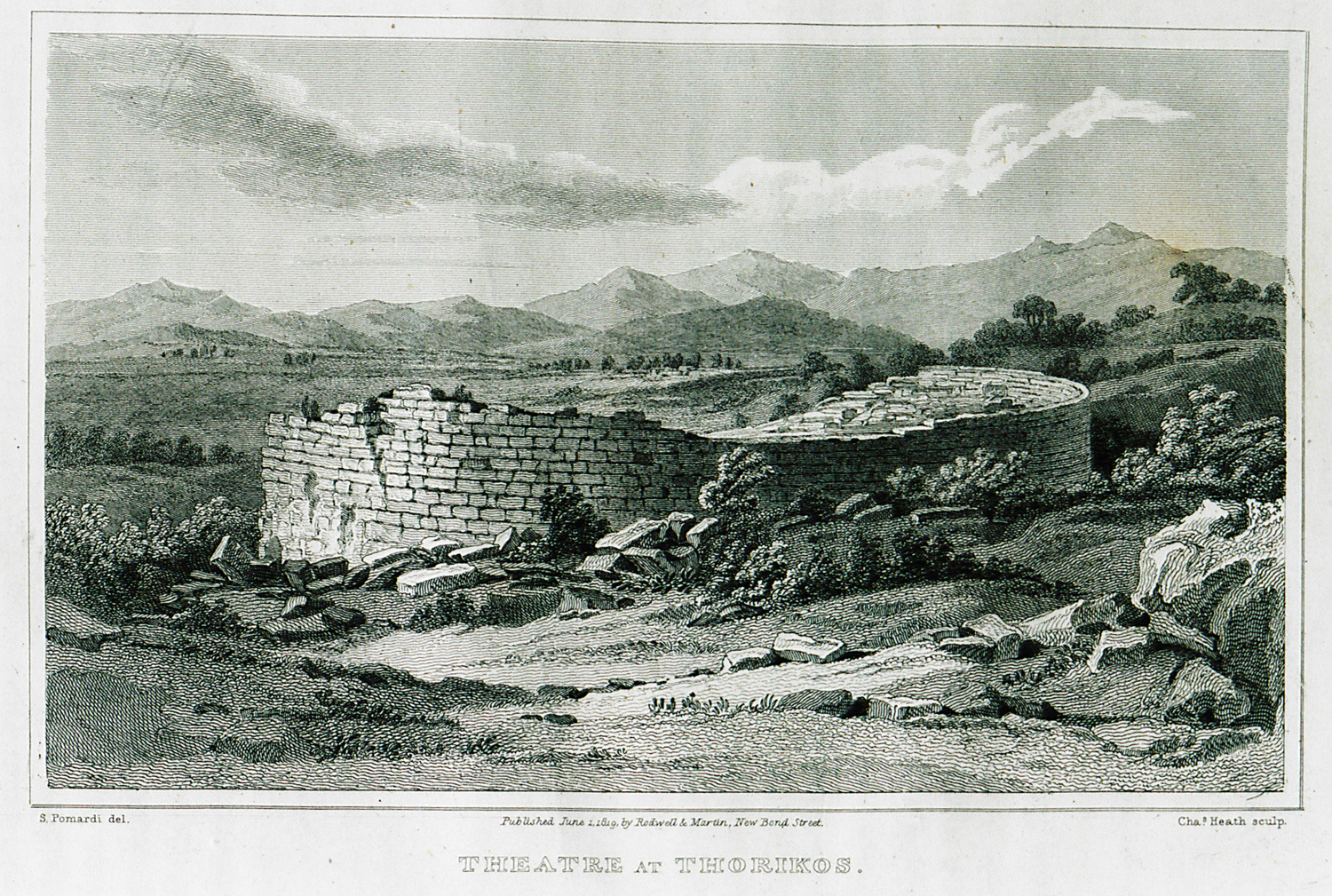
Teatre de Tòricos el 1819

El teatre de Tòricos va ser construït en diverses etapes. La primera fase de construcció data de la darreria del període arcaic, cap al 525–480 aC, el teatre es pot considerar una construcció grega molt antiga.

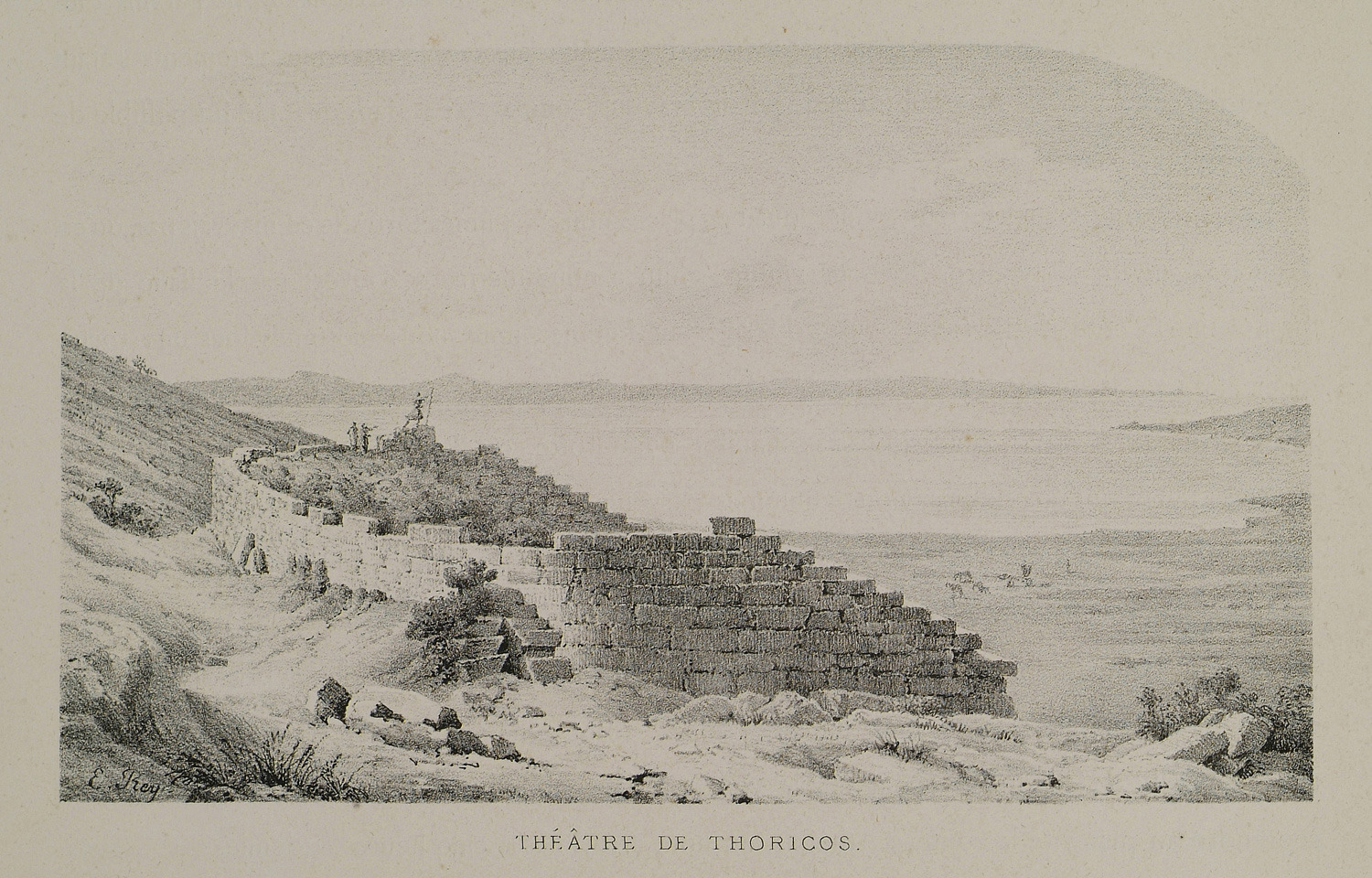
Teatre de Tòricos a la dècada de 1840

La forma especial del teatre s'explicava anteriorment pel fet que s'hauria construït quan encara no hi havia cap forma fixa per als teatres. Més recentment, es considera que la forma particular seria el resultat d'ampliacions del nombre de seients al segle iv aC a la part més antiga després. Encara hi ha hagut reformes a l'entorn de l'any 300 aC. L'Escola Americana d'Estudis Clàssics d'Atenes va realitzar les excavacions arqueològiques del teatre el 1886.

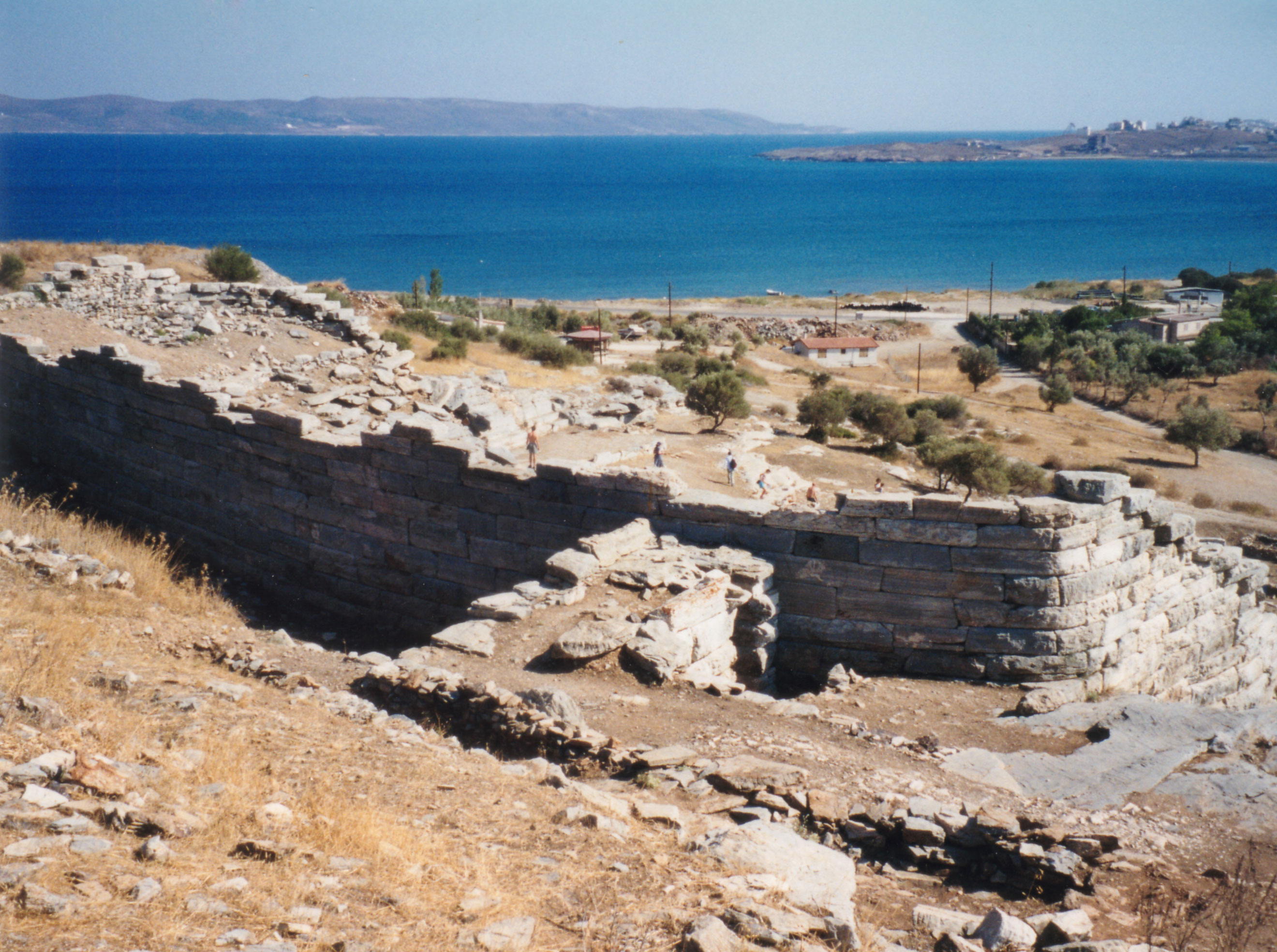
Vista posterior del teatre